# Otočje Oura
Otočje Oura je skupina otoka u Botničkom zaljevu, u blizini grada Pori u Finskoj. Dio je općine Merikarvia. Otočje se sastoji od oko 300 otoka. Dio je Nacionalnog parka Botničko more koji je osnovan 2011. Glavni otok Ouranluoto ima nekoliko turističkih usluga. Do njega se može doći preko luke Krookka.
Otočje Oura poznato je po Oura-operi koju je napisao finski pisac Arvo Salo. Izvodila se od 2002. do 2005. u luci Krookka u općini Merikarvia. U Krookki se još uvijek svake godine izvodi nova opera.